# Константінос Тасулас
Константінос Тасулас (грец. Κωνσταντίνος (Κώστας) Τασούλας, нар. 17 липня 1959, Яніна, Греція) —  грецький юрист, політичний і державний діяч, президент Греції (з 13 березня 2025). 

## Біографія
Народився 17 липня 1959 в Янінах.
Закінчив юридичний факультет Афінського університету.
У 1988-1989 роках працював у юридичній фірмі в Лондоні як член Британської ради.
Був спеціальним секретарем Евангелоса Авероффа, почесного голови «Нової демократії» (1981-1990) і спеціальним радником Міністерства національної економіки, Міністерства торгівлі та Міністерства сільського господарства в уряді Ксенофона Золотаса (1989—1990).
З 1990 по 1993 рік був президентом Грецької організації зовнішньої торгівлі (Ελληνικός Οργανισμός Εξωτερικού Εμπορίου ΟΠΕ Α.Ε.) — Державного органу, що сприяє експорту.
У 1990 році обраний членом муніципальної ради Кіфісьї. У 1994 році обраний мером Кіфісьї.
За результатами виборів 9 квітня 2000 року вперше обраний депутатом парламенту Греції від партії «Нова демократія» в окрузі Яніна. Переобирався на парламентських виборах 2004, 2007, 2009, 2012 (двічі), 2015 (двічі), 2019 і 2023 (двічі) років.
У 2006 році призначений заступником парламентського представника «Нової демократії».
У 2007 році призначений заступником міністра національної оборони Греції.
У лютому 2010 року обраний генеральним секретарем парламентської фракції «Нова демократія» .
У червні 2013 року призначений президентом Інституту демократії імені Константіноса Караманліса .
10 червня 2014 року призначений міністром культури Греції в уряді Антоніса Самараса під керівництвом прем'єр-міністра Антоніса Самараса («Нова демократія»). Змінив Паноса Панайотопулоса. Уряд пішов у відставку у січні 2015 року.
У 2018 році призначений генеральним доповідачем «Нової демократії» з перегляду Конституції.
18 липня 2019 року обраний головою парламенту, сформованого за результатами дострокових виборів 7 липня. 29 травня 2023 року переобраний головою парламенту, сформованого за результатами дострокових виборів 21 травня. За нього проголосували 270 депутатів, 26 утрималися. Втретє у червні переобрано головою парламенту, сформованого за результатами дострокових виборів 25 червня.

## Президент Греції
У січні 2025 року прем'єр-міністр Кіріакос Міцотакіс представив парламенту на затвердження кандидатуру Тасуласа на пост президента Греції. Тасулас прийняв висування своєї кандидатури, що викликало критику з боку опозиції. 12 лютого 2025 року парламент Греції після чотирьох турів голосування обрав Костантіноса Тасуласа президентом країни, набравши 160 голосів із 300. Приведення до присяги нового президента відбулося 13 березня.

## Особисте життя
Одружений, має двох дітей.

## Нагороди
- Хрест визнання 1 класу (27 червня 2024 року, Латвія) [12].